# Texas Derby

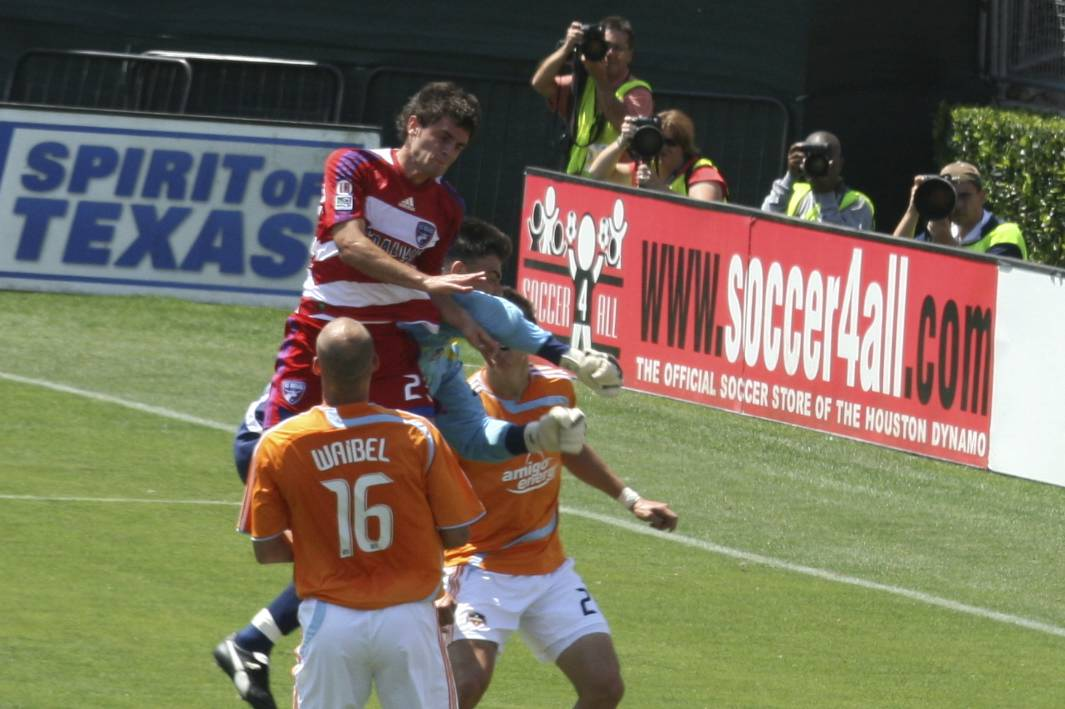
Texas Derby van 2008

De Texas Derby, ook wel El Capitan Clasico genoemd, is een voetbalderby tussen de twee Major League Soccer-teams uit Texas, Houston Dynamo en FC Dallas. Degene die in de onderlinge wedstrijden in het reguliere seizoen het best presteert wint een 18e-eeuws Mountain Howitzer kanon, genaamd El Capitan.

## Overzicht
| Jaar | Winnaar        | Overwinningen | Overwinningen | Overwinningen |
| ---- | -------------- | ------------- | ------------- | ------------- |
| Jaar | Winnaar        | Houston       | gelijkspel    | Dallas        |
| 2006 | Houston Dynamo | 2             | 1             | 1             |
| 2007 | Houston Dynamo | 3             | 1             | 0             |
| 2008 | FC Dallas      | 0             | 31            | 0             |
| 2009 | Houston Dynamo | 2             | 0             | 1             |
| 2010 | FC Dallas      | 1             | 0             | 1             |

Notities
- 1 Beker toegekend aan FC Dallas. Gewonnen op uitdoelpunten.

## Uitslagen
| Uitslagen 2006    |             |                |           |
| Plaats            | Datum       | Houston Dynamo | FC Dallas |
| Robertson Stadium | 6 mei       | 4              | 3         |
| Pizza Hut Park    | 13 mei      | 1              | 1         |
| Robertson Stadium | 12 augustus | 1              | 0         |
| Pizza Hut Park    | 2 september | 0              | 1         |

| Uitslagen 2007    |              |                |           |
| Plaats            | Datum        | Houston Dynamo | FC Dallas |
| Robertson Stadium | 3 juni       | 2              | 1         |
| Pizza Hut Park    | 30 juni      | 0              | 0         |
| Robertson Stadium | 19 augustus  | 1              | 0         |
| Pizza Hut Park    | 30 september | 3              | 0         |

| Uitslagen 2008    |         |                |           |
| Plaats            | Datum   | Houston Dynamo | FC Dallas |
| Robertson Stadium | 6 april | 3              | 3         |
| Pizza Hut Park    | 28 mei  | 2              | 2         |
| Robertson Stadium | 26 juni | 1              | 1         |

| Uitslagen 2009    |            |                |           |
| Plaats            | Datum      | Houston Dynamo | FC Dallas |
| Robertson Stadium | 9 mei      | 1              | 0         |
| Pizza Hut Park    | 13 juni    | 3              | 1         |
| Pizza Hut Park    | 6 augustus | 0              | 1         |

| Uitslagen 2010    |          |                |           |
| Plaats            | Datum    | Houston Dynamo | FC Dallas |
| Pizza Hut Park    | 27 maart | 1              | 1         |
| Robertson Stadium | 5 mei    | 0              | 1         |

| Uitslagen 2011    |              |                |           |
| Plaats            | Datum        | Houston Dynamo | FC Dallas |
| Robertson Stadium | 28 mei       | -              | -         |
| Pizza Hut Park    | 24 september | -              | -         |